# Nannoscincus manautei
Espèce
Statut de conservation UICN

 CR B1ab(i,ii,iii,v)+2ab(i,ii,iii,v) : 
En danger critique
Nannoscincus manautei est une espèce de sauriens de la famille des Scincidae.

## Répartition
Cette espèce est endémique de la Province Nord en Nouvelle-Calédonie. Elle se rencontre entre 750 et 1 000 m d'altitude.

## Étymologie
Cette espèce est nommée en l'honneur de Joseph Manauté.

## Publication originale
- Sadlier, Bauer, Whitaker & Smith, 2004 : Two New Species of Scincid Lizards (Squamata) from the Massif de Kopéto, New Caledonia. Proceedings of the California Academy of Sciences, vol. 55, no 1, p. 208-221 (texte intégral).